# Шелестов Олександр Миколайович
Олександр Миколайович Шелестов (8 грудня 1975, Новоайдар — 26 лютого 2019) — український юрист, член Центральної виборчої комісії з 1 червня 2007. Заслужений юрист України.

## Життєпис

Могила Олександра Шелестова, Байкове кладовище

Народився 8 грудня 1975 року в смт. Новоайдар Луганської області. Мав вищу освіту: в 2003 році закінчив за заочною формою навчання Міжрегіональну академію управління персоналом за спеціальністю «Правознавство», отримав кваліфікацію «Юрист».
У 1995–1996 роки — проходив службу в Збройних Силах України. У 1997–2005 роки — працював на різних посадах в СДПЧ — 46 Управління державної пожежної охорони УМВС в Луганській області, Новоайдарської районної державної адміністрації, інших установах Новоайдарського району Луганської області.
2005 рік — юрисконсульт ТОВ «Київський Юридичний Центр», старший юрисконсульт Всеукраїнського об'єднання «Держава». З 2006 року й до призначення 1 червня 2007 року членом Центральної виборчої комісії працював керівником юридичного департаменту Центрального апарату Партії Регіонів.
Кандидат політичних наук. Заслужений юрист України. Адвокат.
Помер на 44-му році життя 26 лютого 2019 року. Похований на Байковому кладовищі (ділянка № 33).